# Автоблок
Автобло́к (от англ. Autoblock, у́зел Маша́ра, обмо́точный у́зел, францу́зский обмо́точный у́зел,  францу́зский схва́тывающий у́зел) в альпинизме — схватывающий разнонаправленный узел (работающий в обоих направлениях). Используют для самостраховки. Завязывают репшнуром вокруг основной альпинистской верёвки (на 10 мм верёвке используют репшнур 7 мм). Изобретён в 1961 году Се́ржем Маша́ром (Serge Machard).

## История
16-летний французский скалолаз из Марселя Серж Машар придумал узел для самостраховки в 1961 году.
Впервые этот узел был использован в восхождении Сержа Машара и Жа́на-Мари́ Розие́ра на Сугитон 16 июня 1961 года.
Описание узла, варианты его использования, отзывы и результаты испытаний были опубликованы в августе 1962 года в 151 выпуске журнала Bulletin CAF, издаваемого в Марселе.
У Машара узел был образован с помощью карабина, когда карабин прощёлкнут в 2 петли верёвки, причём верхняя и нижняя петли — параллельны карабину. В дальнейшем способ завязывания был несколько изменён.
Машар дал своему узлу название «спиральный узел», но некоторые члены марсельского альпклуба, математики и рукодельницы, решили, что он — больше похож на завиток. В итоге у узла закрепилось название по фамилии его автора.

## Способ завязывания
- Основной способ завязывания — необходимый отрезок репшнура соединяют грейпвайном с определённой длиной концов, равной 10 диаметрам верёвки[Комм. 1][6], и получившейся петлёй обматывают основную верёвку, вщёлкивая пару концевых петель в карабин[6]
- Другим способом — петлю вщёлкивают в закреплённый карабин и репшнур обматывают вверх по верёвке, второй конец петли репшнура вщёлкивают в карабин
- Третий способ — петлю вщёлкивают в незакреплённый карабин, карабин сдвигают резким движением сверху вниз по верёвке, отпускают и он под собственным весом обматывается вокруг верёвки, затем верхний конец петли вщёлкивают в карабин

## Признаки
Плюсы
Узел — прост, легко завязывать, легко развязывать после снятия нагрузки, срабатывает в любом направлении.
Минусы
Узел «автоблок» работает только под нагрузкой, без нагрузки он теряет форму.

## Применение
Узел Машара применяют в альпинизме для самостраховки и в качестве зажима при создании полиспаста из верёвки и карабинов.

## Комментарии
1. ↑  Если диаметр репшнура — 7 мм, концы узла петли — 70 мм каждый